# Wymagania systemowe
Wymagania systemowe (ang. system requirements, także wymagania sprzętowe) – minimalne możliwe właściwości systemu komputerowego lub sprzętu niezbędne do uruchomienia danego programu. Najczęściej dotyczą minimalnej prędkości procesora, minimalnej wielkości pamięci RAM, pojemności dysku twardego oraz wersji systemu operacyjnego. Często dotyczą także parametrów karty graficznej.
Informacje o wymaganiach systemowych danego programu najczęściej znajdują się w instrukcji obsługi, na stronie internetowej producenta lub w karcie informacyjnej, często także na pudełku od programu (jeżeli został on zakupiony w wydaniu pudełkowym).